# Nagyiklód község
Nagyiklód község (románul: Comuna Iclod) község Kolozs megyében, Romániában. Központja Nagyiklód, beosztott falvai Dengeleg, Kisiklód, Ormány, Szamosjenő.

## Fekvése
Kolozs megye közepén, a Kis-Szamos völgyében helyezkedik el. Szomszédos községek: keleten Szamosújvár, délkeleten Szék, délen Bonchida és Doboka, nyugaton Magyarszarvaskend és Kecsed, északon Dés és Szamosújvárnémeti. A DN1C főúton közelíthető meg.

## Népessége
1850-től a népesség alábbiak szerint alakult:
| Lakosok száma | 3026 | 3313 | 3963 | 4495 | 4710 | 5799 | 4418 | 4420 | 4263 | 3825 |
|               | 1850 | 1880 | 1900 | 1930 | 1941 | 1977 | 1992 | 2002 | 2011 | 2021 |

A 2011-es népszámlálás adatai alapján a község népessége 4263 fő volt, melynek 90,87%-a román, 2,28%-a magyar  és 2,21%-a roma Vallási hovatartozás szempontjából a lakosság 80,6%-a ortodox, 5,37%-a pünkösdista, 5%-a görög rítusú római katolikus, 2,21%-a református és 1,55%-a baptista.

## Nevezetességei
A község területéről az alábbi épületek szerepelnek a romániai műemlékek jegyzékében:
- a nagyiklódi Mennybemenetel templom (LMI-kódja CJ-II-m-B-07684)
- az ormányi református templom (CJ-II-a-B-07729)

## Híres emberek
- Nagyiklódon születtek Esterházy Kálmán (1830–1916) honvéd huszárhadnagy és Madaras Gábor (1918–1980) népdalénekes, jogász.
- Kisiklódon születtek Kiss Ilona (1924–2004) színésznő és Krizsovánszky Szidónia (1944–2014) színésznő.